# Терещенко Юрій Михайлович
Тере́щенко Юрій Миха́йлович (рос. Тере́щенко Юрий Миха́йлович); (* 28 листопада 1955, Київ, Україна) — український кінорежисер-документаліст вищої категорії, автор понад 40 кіно-відеофільмів. Заслужений діяч мистецтв України. Дійсний член (Академік) Євразійської Академії телебачення та радіо. Професор Київського Національного Університету театру, кіно і телебачення імені І.К. Карпенка-Карого. Лауреат міжнародних кінофестивалів.

## Біографія
Терещенко Юрій Михайлович народився 28.11.1955 в Києві, в родині військового Терещенка Михайла Полікарповича (1916 - 2006) та Терещенко Прасковії Василівни (1916 - 2016).

1973 р. — закінчив СШ №184 м. Києва. Працював мікрофонним оператором, помічником, асистентом режисера на УТ-1, «Укртелефільмі», Кіностудії художніх фільмів ім. Олександра Довженка.

1977—1982 рр. — навчався у Київському Державному інституті театрального мистецтва ім. І.К.Карпенка-Карого і закінчив повний курс за спеціальністю «кіно-режисура» (майстерня В.П.Небери).

1982—1993 рр. — працював асистентом режисера, режисером на студії “Укркінохроніка”. За цей час зняв як автор-режисер близько 20 стрічок.

1986 р. — закінчив Курси підвищення кваліфікації творчих та керівних працівників кінематографії (ВДІК, Москва).

1988 р. — прийнятий до лав Спілки кінематографістів СРСР (зараз Національна Спілка Кінематографістів України (НСКУ).

1992—1997 рр. — Художній керівник курсу телерепортерів (режисер, оператор, журналіст) в КДІТМ ім. І.К. Карпенка-Карого.

1996—2006 рр. — Завідувач кафедрою режисури телебачення Інституту кіно і телебачення Київського Національного Університету культури і мистецтв, художній керівник курсу.

1998—2001 рр. — Засновник та Президент Міжнародного Студентського Фестивалю Аудіовізуальних Мистецтв “FAST-FEST WEEKEND”, який об'єднав під своїми крилами понад 20 кіно шкіл Європи і був помітним культурним явищем в Україні.

1998 р. — отримав Державне Почесне звання «Заслужений діяч мистецтв України» за “Плідну мистецьку та педагогічну діяльність, вагомий особистий внесок у підготовці кваліфікованих фахівців”.

2001 р. - рішенням Вищої Атестаційної комісії Міністерства освіти і науки України присвоєне вчене звання «Доцента кафедри режисури телебачення».

2003 р. — обраний «Дійсним членом (Академіком) Євразійської Академії телебачення та радіомовлення» (ЄАТР) в Москві.

2003 р. — нагороджений Почесною Грамотою Київського міського Голови “За багаторічну сумлінну працю, вагомий особистий внесок у розвиток освіти, високу професійну майстерність”.

2004 р. — видав в співавторстві з Г. Шкляревським підручник “Режисура. Морфологія та синтаксис екранних мистецтв” (320 ст, “Альма-Прес”, Київ), рекомендований Міністерством культури і туризму України як навчальний посібник  для вищих навчальних закладів культури і мистецтв 3-4 рівня акредитації.

2005 р. — Київським Патріархатом Української Православної церкви (УПЦ/МП) нагороджений «Орденом Святого Рівноапостольного князя Володимира Великого» 1ст за “ Заслуги у відродженні духовності в України”.

2007 р. — рішенням Вищої Атестаційної колегії Міністерства освіти і науки України присвоєно вчене звання «Професора кафедри режисури телебачення».

2008 р. — Указом Президента України нагороджено Орденом «За заслуги» 3 ступеня.

2008 р. — по цей час Декан заочного відділення Київського Національного Університету театру, кіно і телебачення імені І.К.Карпенка-Карого, професор кафедри режисури телебачення, художній керівник телережисерського курсу.

2009 р. — Член Національної спілки театральних діячів (НСТД)

2012 р. — Член Експертної Ради при Держкіно України.

Дружина — Тетяна Михайлівна Терещенко (1961), син — Богдан (1984).

## Педагогічна діяльність
Автор численних наукових праць, у т.ч. навчального посібника "Режисура. Морфологія та синтаксис екранних мистецтв" (у співавторстві з  Г.Я.Шкляревським);

## Нагороди
- «Заслужений діяч мистецтв України» (1998)
- Орден «Святого Рівноапостольного князя Володимира Великого» І ст. (2005)
- Орден «За заслуги» (Україна) III ступеня (21.11.2008)

## Вибрана фільмографія
- «Перемена», 1979
- «Реконструкція», Укркінохроніка, 1987
- «Протистояння», Укркінохроніка, 1987
- «Земля — наша годувальниця», Укркінохроніка, 1988, Диплом 2-го ст. та медаль ВДНГ УРСР, 1989
- «Володимир Шевченко. Від Кулунди до Чорнобиля», Укркінохроніка, 1988
- «Малі Гуляки», Укркінохроніка, 1989
- «Врубай Бітлів», Укркінохроніка, 1990, «Українська гласність Торонто, Канада, 1990, Tampere Film Festival, Фінляндія, 1990,  Диплом Журі на МКФ Mediawave[недоступне посилання з липня 2019], Дьор, Угорщина, 1991
- «І богом, і людьми», Укркінохроніка, 1991, «Арсенал», Латвія, 1991
- «Мама. Дуже особисте», Укркінохроніка, 1993, Фестиваль документального кіно Росія, Єкатеринбург, 1994
- «Сім сльозинок», Укркінохроніка, 1993, МКФ «Короткометражного кіно в Вілла де Конде», Португалія, 1994, МКФ «Послание к Человеку» Санкт-Петербург, Росія, 1994. Головний приз «Золота Оранта» на кінофестивалі духовних фільмів, Київ, 1995
- «Мертва петля», Інтерньюз, 1995, Диплом та Приз МКФ «Белый аист-95» Тирасполь, 1995, Альманах «Майстерня» №2
- «Многіє лета», Інтерньюз, 1997, (Художній керівник). Приз «Бронзовий Витязь» МКФ «Золотий Витязь», Москва, 1998
- «Важко перші сто років», Канал 1+1, 1996
- «Небилиці про Броніслава», Канал 1+1, 1997
- «Богдан Ступка. Львівські хроніки», Канал 1+1, 1998, Диплом МКФ Золотой Витязь, Смоленськ, 1999
- «Любов небесна [Архівовано 28 грудня 2013 у Wayback Machine.]», Національна Кінематека України, 2002, Приз за найкращий короткометражний фільм» на 13 Відкритому фестивалі документального кіно «Россия», Єкатеринбург, 2002, Диплом Журі Festival Document Art, Нойбрандебург, Німеччина, 2002, Диплом та Приз «За найкращий фільм про Київ та киян» на МКФ «Літопис-Червона калина», Київ, 2003, Диплом Журі «За поетичний образ людини похилого віку» на МКФ Золотой Витязь, Калуга,2003, Головний приз МКФ Damah Film Festival [Архівовано 9 травня 2013 у Wayback Machine.], США, 2003
- «Вічний хрест» [Архівовано 29 грудня 2013 у Wayback Machine.], Національна Кінематека України, 2003, Головний Приз «Морський коник» та Диплом Міжнародного телевізійного фестивалю «Бархатний сезон» та Диплом у номінації «Найкращий режисер», Київ-Одеса, 2003
- «Роксолани 21 сторіччя», документальний цикл з 4 фільмів, Канал СТБ, 2005, Диплом Журі «За найкращу операторську роботу» на МКФ «Контакт», Київ, 2005
- «Маю честь», Канал СТБ, 2006
- «Пейзаж після мору», Inspiration Films, на замовлення Міністерства культури і туризму України, 2008, Головний Приз та Диплом «За найкращий документальний фільм по правам людини» на 2 Міжнародному правозахисному фестивалі «Сходи», Київ, 2008
- «Дорога», 2011
- «Невідправлені листи», 2012

## YouTube та FaceBook
Канал YouTube Юрий Терещенко [Архівовано 16 червня 2014 у Wayback Machine.]

Сторінка на ФБ Майстерня Юрія Терещенка

## Хобі
Колекціонер вінілових платівок.